# Miłoszówka (Litwa)
Miłoszówka (lit. Milašinė) – wieś na Litwie, w okręgu wileńskim, w rejonie wileńskim, w gminie Mickuny, na terenie Wilejskiego Rezerwatu Hydrograficznego.

## Historia
W dwudziestoleciu międzywojennym zaścianek leżący w Polsce, w województwie wileńskim, w powiecie wileńsko-trockim, w gminie Mickuny. W 1931 miejscowość liczyła 20 mieszkańców, zamieszkałych w 2 budynkach.
Po II wojnie światowej w granicach Związku Sowieckiego. Od 1991 na niepodległej Litwie.